# Peter von der Pahlen
Peter Johann Christoph Graf von der Pahlen (en ruso: Пётр Петрович Пален, romanizado: Piotr Petróvich Palen; 11 de septiembre de 1778, Mansión de Kaucminde, Kauzmünde (ahora Saulaine) - 1 de mayo de 1864, San Petersburgo) fue un aristócrata alemán del Báltico y general del Ejército Imperial Ruso.

## Biografía
Peter nació en el seno de la familia alemana del Báltico Pahlen. Su familia tuvo una baronía hasta que el emperador Alejandro I de Rusia concedió al padre de Peter, Peter Ludwig von der Pahlen, el título de conde para él y sus hijos. Su padre fue uno de los organizadores del asesinato del zar. El hermano de Peter fue el diplomático ruso Friedrich Alexander von der Pahlen.
Ingresó en el ejército a una edad temprana, en 1798 fue promovido al rango de Coronel y en 1800 a Mayor General.
Altamente condecorado por su mando en la campaña polaca de las guerras napoleónicas (1806-1807), se retiró del servicio en 1823. Reincorporado en el ejército en 1828 para la guerra ruso-turca, también fue un comandante ruso de alto rango durante el subsiguiente levantamiento de Noviembre, y notablemente en la batalla de Varsovia (1831).
Pahlen también sirvió como embajador ruso en el reino de Francia entre el 11 de marzo de 1835 y el 8 de abril de 1841.